# Erebia koenigiella
Erebia koenigiella är en fjärilsart som beskrevs av Popescu-gorj 1961. Erebia koenigiella ingår i släktet Erebia och familjen praktfjärilar. Inga underarter finns listade i Catalogue of Life.